# Vila Týnča
Vila Týnča v Nádražní ulici čp. 518 v Litomyšli vznikla jako rodinná vila pro Otokara Karlíka podle návrhů architekta Antonína Beby. Je příkladem vysoké úrovně stavitelské kultury a nároků městské litomyšlské střední vrstvy na počátku 20. století a je od 29. dubna 1994 památkově chráněná.

## Historie a popis
Jednopodlažní vilu, jež volně stojí na parcele v Nádražní ulici v těsné blízkosti vlakového nádraží, si roku 1906 nechal vystavět Otokar Karlík, správce místního důchodenského úřadu, pro svou ženu Klementinu, podle které nese vila i své jméno. Projektu se ujal litomyšlský architekt Antonín Beba, jenž vilu navrhl v secesním stylu. Byl silně ovlivněn prvky švýcarské architektury a tradičního dřevěného stavitelství. Zejména hlavní průčelí, obrácené k nádraží, vyniká mezi ostatními budovami zdobnou štukovou výzdobou, kombinovanou s dřevěným a kovovým dekorem. Vchod do vily je umístěn na boční straně.
Vila obsahuje dva dvoupokojové byty, každý na jednom patře. V interiéru se mimo samonosného dvouramenného, polokruhově zatočeného schodiště s železným dekorovaným zábradlím nevyskytují hodnotnější architektonické prvky. Prostory jsou krom suterénu, kde bylo využito segmentované klenby, plochostropé.
O tři roky později vystavěl Antonín Beba ještě vilu Svornost na území litomyšlské nové čtvrti.